# وینندن

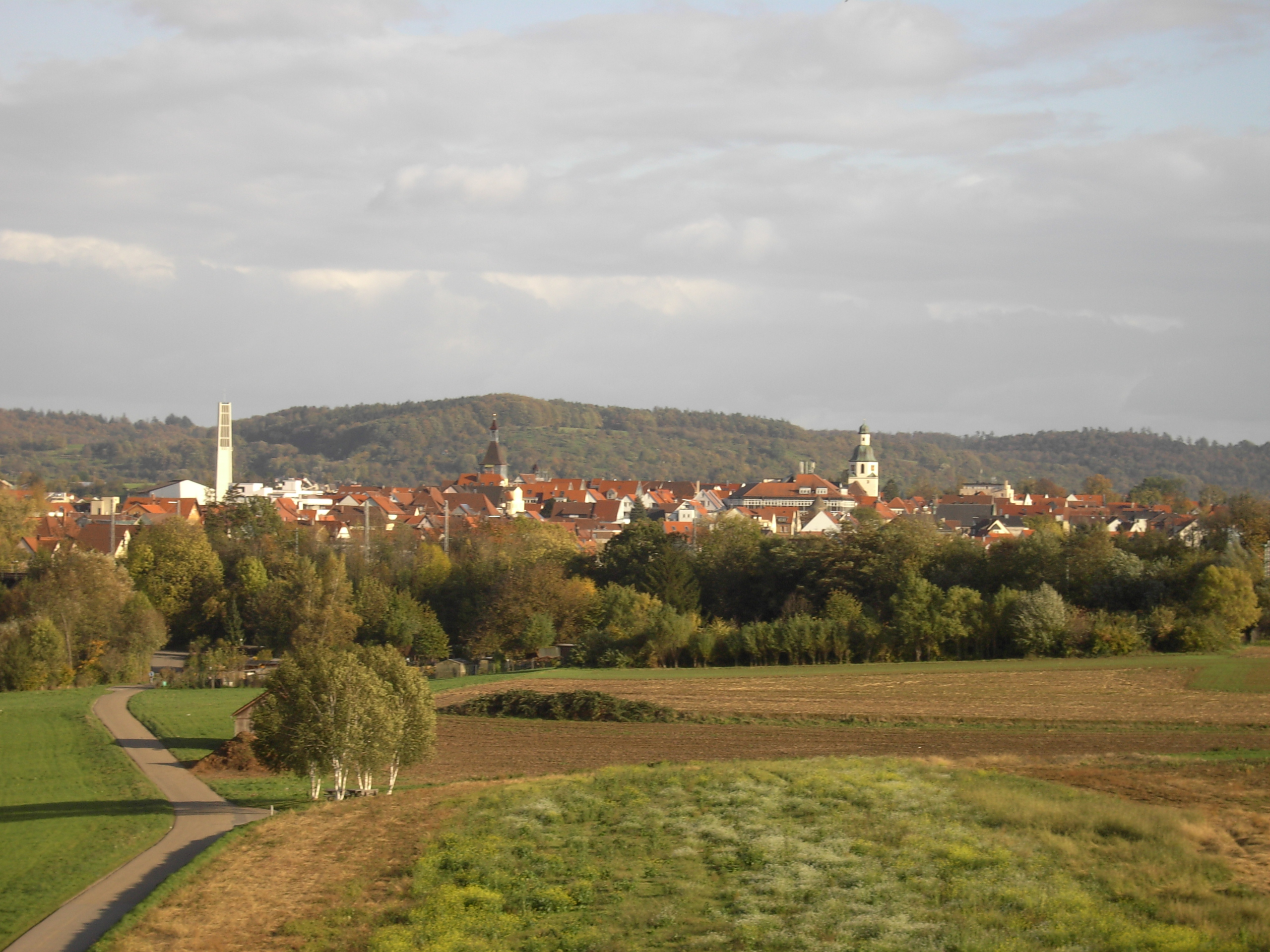
نمایی از شهر وینندن

وینندن (به آلمانی: Winnenden) شهری در ایالت بادن-وورتمبرگ در جنوب غربی آلمان است. این شهر در ۲۰ کیلومتری شمال شهر اشتوتگارت قرار دارد. جمعیت این شهر کمتر از ۲۸۰۰۰ نفر است.